# Fistulaphantes
Fistulaphantes is een geslacht van spinnen uit de familie hangmatspinnen (Linyphiidae).

## Soorten
De volgende soorten zijn bij het geslacht ingedeeld:
- Fistulaphantes canalis Tanasevitch & Saaristo, 2006